# Töpen

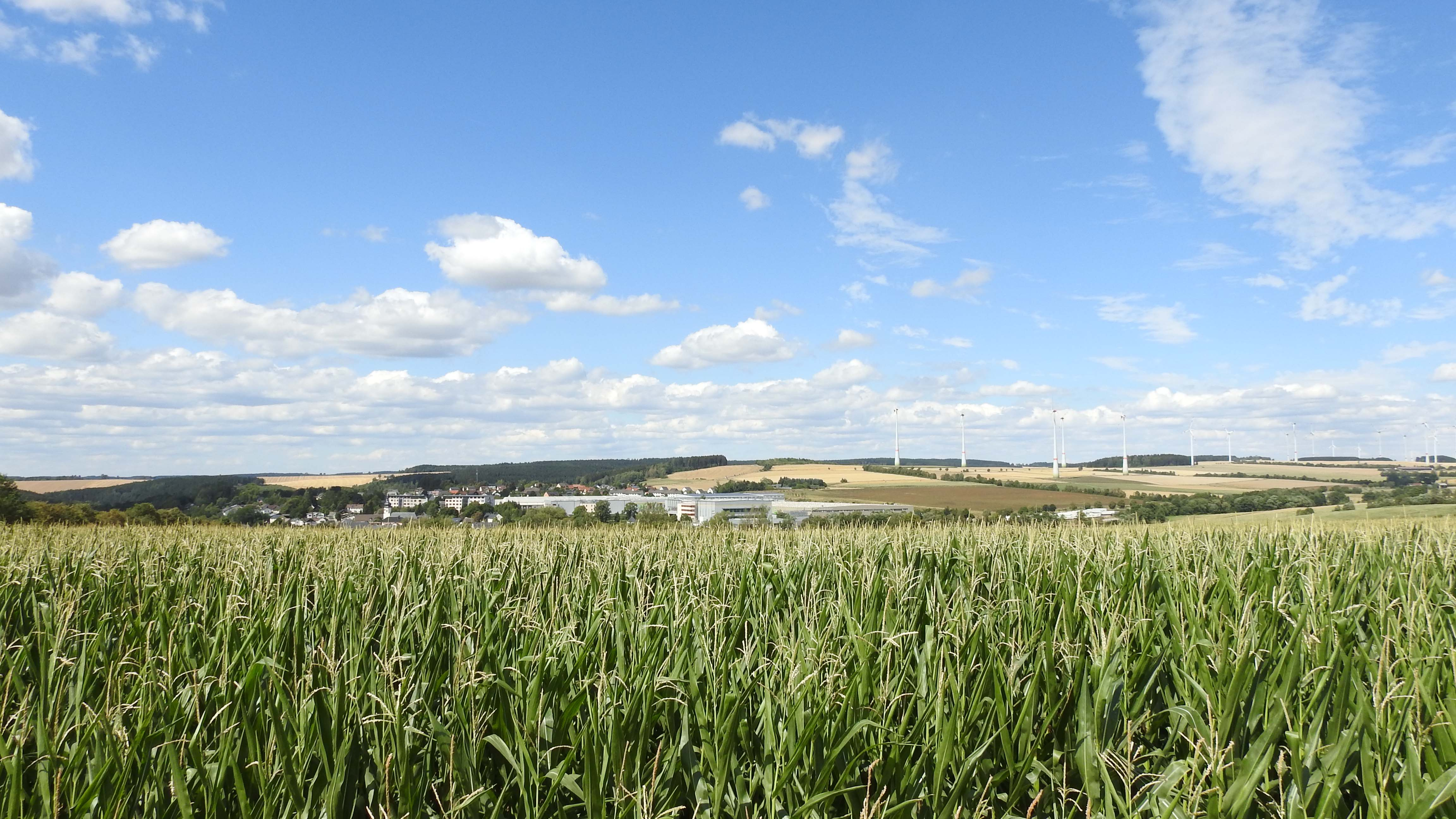
Töpen von Süden

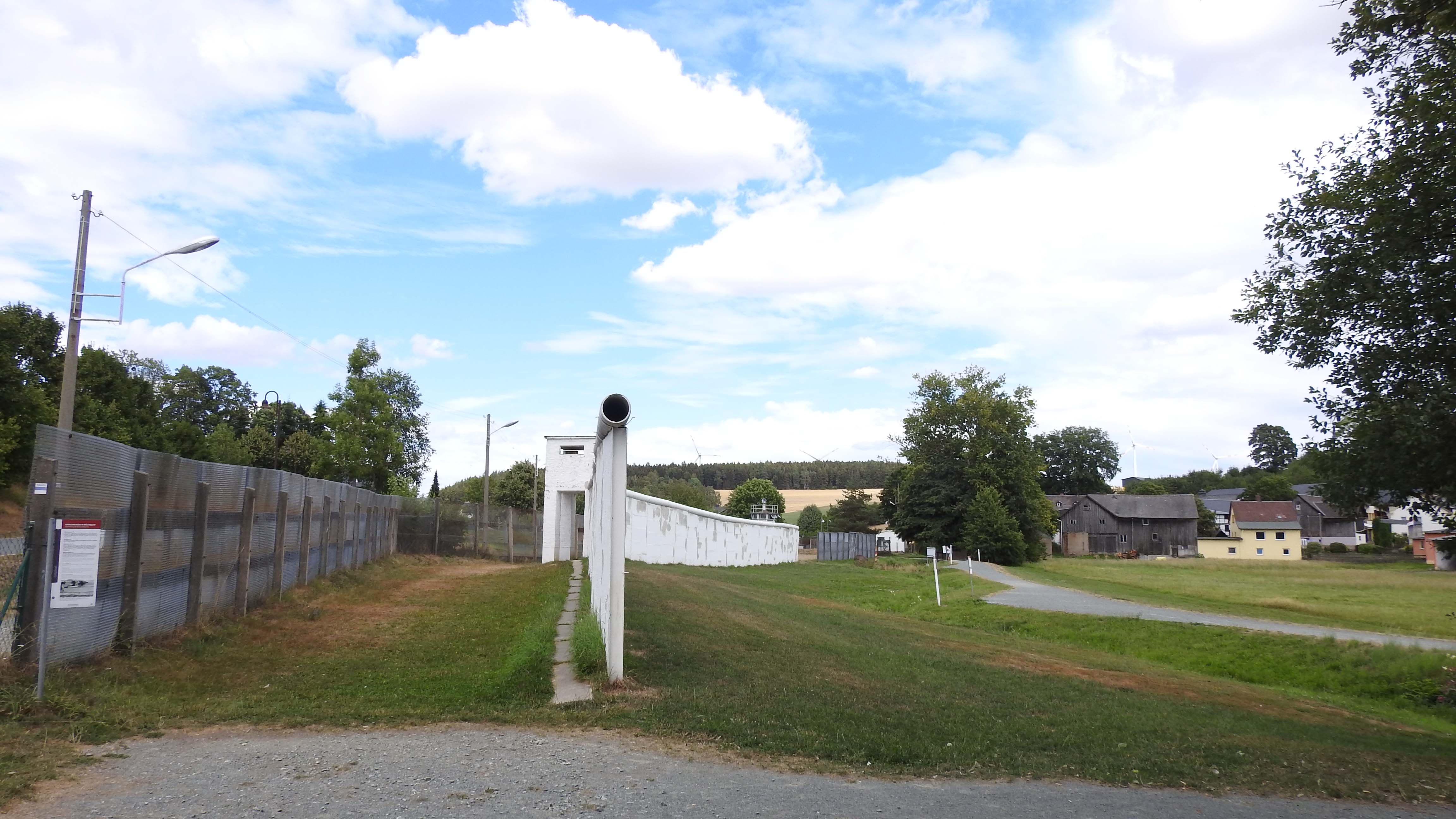
Deutsch-deutsches Museum im ehem. geteilten Ortsteil Mödlareuth

Töpen ist eine Gemeinde im  oberfränkischen Landkreis Hof. Die Gemeinde ist Mitglied der Verwaltungsgemeinschaft Feilitzsch. Die Gemeinde liegt im nördlichen Landkreis an der Grenze zu Thüringen, im Bayerischen Vogtland. Zur Gemeinde gehört auch der bayerische Teil des durch die Trennung an der deutsch-deutschen Grenze bekannt gewordenen Orts Mödlareuth.

## Geographie

### Lage
Töpen liegt in der Talsenke des Kupferbachs in unmittelbarer Nähe der ehemaligen deutsch-deutschen Grenze. Durch den Ort verläuft die Bundesstraße 2, die den Altort von der erst in den letzten Jahrzehnten entstandenen Siedlung trennt. Wenige Kilometer entfernt befindet sich die A 72 mit der Ausfahrt Hof/Töpen. Die kreisfreie Stadt Hof (Saale) ist 10 km entfernt.

### Gemeindegliederung
Es gibt neun Gemeindeteile (in Klammern ist der Siedlungstyp angegeben):
- Fattigsmühle (Einöde)
- Hohendorf (Dorf)
- Isaar (Kirchdorf)
- Königshof (Weiler)
- Mödlareuth (Weiler)
- Moosanger (Weiler)
- Obertiefendorf (Dorf)
- Töpen (Pfarrdorf)
- Untertiefendorf (Weiler)

Es gibt auf dem Gemeindegebiet die Gemarkungen Isaar und Töpen. Die Gemarkung Töpen hat eine Fläche von 15,217 km² und ist in 1315 Flurstücke aufgeteilt, die eine durchschnittliche Fläche von 11571,78 m² haben. In ihr liegen sämtliche Gemeindeteile mit Ausnahme von Fattigsmühle und Isaar.

## Geschichte

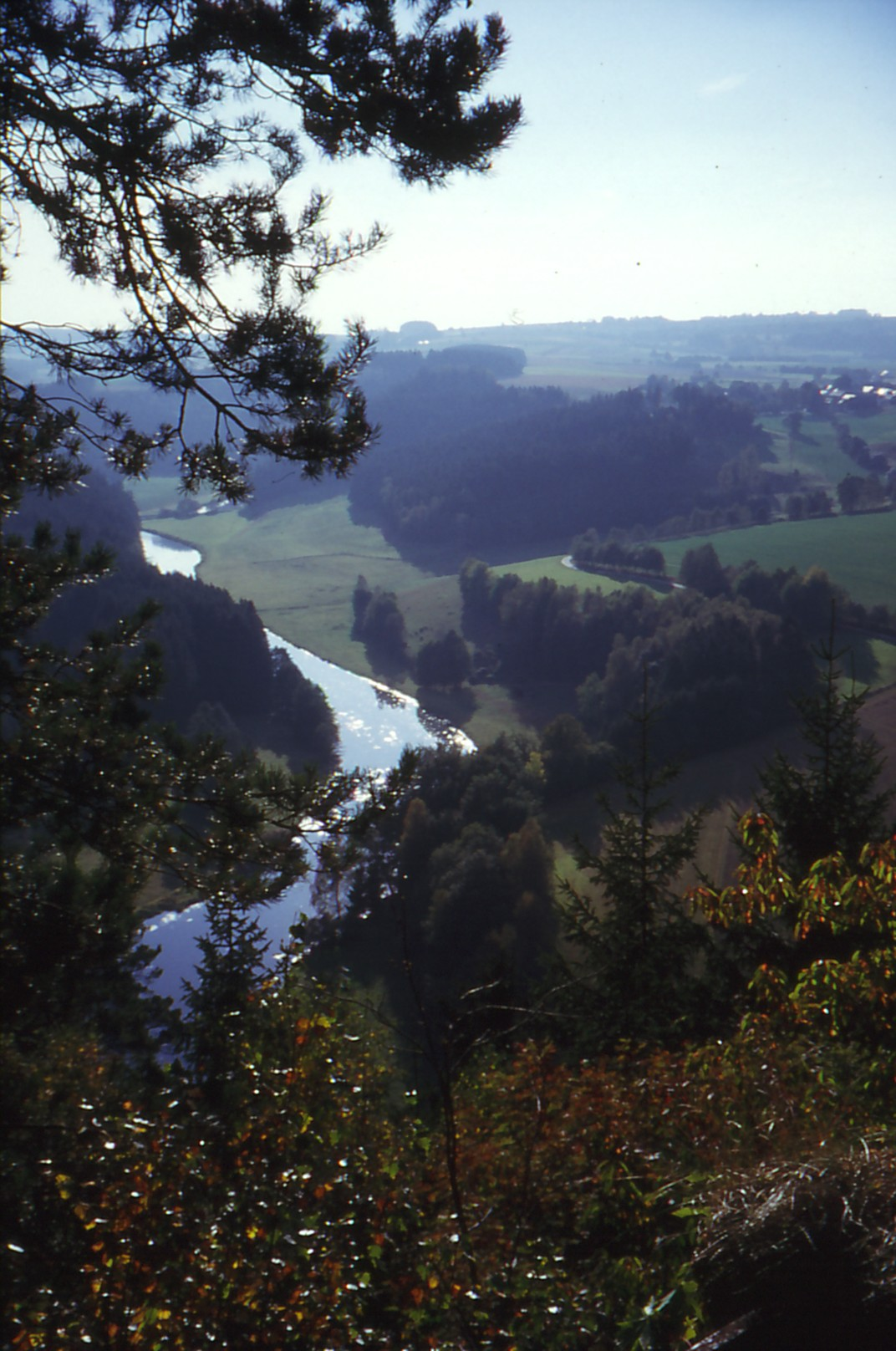
Saaletal nahe Töpen

### Bis zum 19. Jahrhundert
Der Zeitpunkt der ersten Besiedlung Töpens ist unbekannt, die erste urkundliche Erwähnung des Ortes war 1310. Der Name Töpen stammt wahrscheinlich aus dem Mainwendischen und bedeutet etwa ‚feuchte Niederung‘. Etwa in der Zeit um 1200 kamen im Gefolge der Vögte von Weida die Herren von Tepen in die Gegend, die ihren Namen nach der schon bestehenden Siedlung wählten. Dieses Geschlecht starb etwa 200 Jahre später aus, sodass die Besitzungen über verwandtschaftliche Beziehungen an andere Familien übergingen.
Seit 1390 sind Vorläuferkirchen der heutigen Pfarrkirche Töpen, einer St.-Martins-Kirche, bezeugt. Sie war zunächst eine Filialkirche des thüringischen Gefell. Ihre heutige Gestalt erhielt sie durch mehrere Erweiterungen und Umbauten. Seit 1528 ist die Kirche evangelisch.
Die Herren von Beulwitz waren vom 16. bis zum 18. Jahrhundert in Töpen ansässig. Landesherr war der Markgraf von Brandenburg-Bayreuth.
Für den Markgrafen war das Geleit auf dem Abschnitt Hof-Zedtwitz-Töpen-Gefell-Schleiz eine bedeutende Einnahmequelle; sie wurde in erster Linie von Kaufleuten aus Leipzig und Nürnberg frequentiert. Auch viele bedeutende Persönlichkeiten wie Johann Wolfgang von Goethe auf seinen Reisen in die Bäder oder Johann (Jean) Paul Friedrich Richter reiste auf ihr zum Studium in die Universitätsstadt Leipzig. Auch die preußische Prinzessin Wilhelmine erreichte auf dieser Straße im Januar 1732 als frisch vermählte Markgräfin von Brandenburg-Bayreuth in Töpen markgräfliches Territorium, genauso wie Jahre später ihr Bruder König Friedrich II. von Preußen bei einem Besuch seiner Schwester in Bayreuth.
Mit dem Verzicht des kinderlosen Markgrafen Karl Alexander auf die Fürstentümer Ansbach und Bayreuth kamen beide 1792 unter preußische Herrschaft. Nach der preußischen Niederlage 1806 wurde in Bayreuth ein französischer Militärgouverneur eingesetzt. Es folgte der Krieg Österreichs gegen Frankreich mit einer kurzzeitigen österreichischen Besetzung (1809). Am 30. Juni 1810 kam Töpen zum Königreich Bayern.

### Grenze
Ein Grenztausch von 1524 zwischen Brandenburg-Bayreuth und der Herrschaft Reuß-Lobenstein wirkte sich im 20. Jahrhundert insbesondere für den Gemeindeteil Mödlareuth gravierend aus. Töpen lag nach 1945 am Eisernen Vorhang, in Mödlareuth verlief die Grenze entlang des Tannbachs mitten durch den Ort, sodass ein Teil zur Bundesrepublik und der andere zur DDR gehörte. Endgültig geschlossen wurde die Grenze im Gemeindegebiet mit der Aufgabe des Grenzübergangs Töpen-Juchhöh an der Bundesstraße 2 am 16. Dezember 1966. Er hatte bis zur Wiederherstellung der Saalebrücke Rudolphstein als Umgehung für die unterbrochene Transitautobahn A 9 (München–Berlin) gedient. Die Randlage des Ortes endete mit der Öffnung der deutsch-deutschen Grenze im Jahr 1989.

### Verwaltungsorganisation
1945 bestand die Gemeinde Töpen nach einem Gemeindeedikt aus dem 19. Jahrhundert aus den Orten Töpen, Mödlareuth (bayerischer Teil), Tiefendorf (Ober- und Untertiefendorf), Hohendorf, Moosanger und Königshof. Die Bürger dieser Ortschaften wählen den Gemeinderat und den ehrenamtlichen Bürgermeister. Bis 1978 gab es in der Gemeinde Töpen eine eigenständige Verwaltung, die aus einem hauptberuflichen Gemeindeschreiber und einem nebenberuflichen Gemeindekassenverwalter bestand. Bis zum Schulhausneubau 1951/52 gab es keine öffentliche Amtsstube, der jeweilige Bürgermeister musste einen Raum seiner Wohnung dafür freimachen.
Die Verwaltungs- und Raumordnung wurde mit der bayerischen Gemeindegebietsreform von 1972 geändert. Nach dem Gesetz der Gebietsreform sollten sich kleinere Gemeinden mit nicht ausreichender Leistungsfähigkeit einer größeren anschließen, das heißt, eingemeindet werden. Im Raum Töpen waren davon die Gemeinden Isaar, Münchenreuth und Zedtwitz betroffen. Da die Eingemeindung auf freiwilliger Basis bis 1978 die Gewährung erheblicher Zuschüsse aus Landesmitteln für die Gemeinden bedeutete, hat sich schon am 1. Januar 1972 die Gemeinde Isaar der Gemeinde Töpen durch eine Rechtsverordnung angeschlossen.
Münchenreuth und Zedtwitz wurden später der Gemeinde Feilitzsch angegliedert. Ab 1978 wurden die Auflagen des Gemeindegebietsreformgesetzes zwangsweise und ohne Zuschüsse durchgeführt. Die Neuordnung der Verwaltung bedeutete für Töpen den Beitritt zu der neu gegründeten Verwaltungsgemeinschaft Feilitzsch, der neben den Gemeinden Töpen und Feilitzsch die Gemeinden Trogen und Gattendorf angehören. Die Verwaltungsgemeinschaft ist ein Organ zur Beschlussvorbereitung und zum Beschlussvollzug, das heißt, die gesamte innere Verwaltung wie Briefwechsel, Kassenführung etc. wird von der Gemeinschaftsbehörde durchgeführt, gleichzeitig ist die Verwaltungsgemeinschaft eine Behörde mit der Leitungsfunktion für die Gemeinschaftsprojekte der einzelnen Gemeinden, wie zum Beispiel die Verbandsschule Bayerisches Vogtland. Sie ist Sachaufwandsträger, verpflichtet das Schulgebäude zu unterhalten, Lehrmittel zu beschaffen etc.

### Einwohnerentwicklung
Im Zeitraum 1988 bis 2018 sank die Einwohnerzahl von 1049 auf 1028 um 21 bzw. um 2 %. Am 31. Dezember 2000 hatte Töpen 1246 Einwohner.

## Politik

### Bürgermeister
Erster Bürgermeister ist seit Mai 2020 Alexander Kätzel (CSU).

#### Ehemalige Bürgermeister
- Klaus Grünzner (CSU): Mai 2002 – April 2020
- Arnold Friedrich: März 1979 – April 2002
- Hermann Schultz: Mai 1948 – Dezember 1978
- Gottlieb Geißer: März 1948 – Mai 1948
- Martin Stumpf: ca. November 1945 – Februar 1946
- Erhard Friedrich: Januar 1930 – ca. November 1945
- Johann Köppel: Januar 1919 – Dezember 1929
- Johann Klug: Januar 1900 – Juni 1919
- Schultz: Januar 1897 – Dezember 1899

(Quelle:)

### Gemeinderat
Die Kommunalwahlen 1996, 2002, 2008, 2014 und 2020 führten zu den folgenden Sitzverteilungen im Gemeinderat:
|              | 1996 | 2002 | 2008 | 2014 | 2020 |
| ------------ | ---- | ---- | ---- | ---- | ---- |
| CSU          | 04   | 05   | 04   | 04   | 06   |
| SPD          | 03   | 02   | 02   | 02   | 01   |
| Freie Wähler | 05   | 05   | 06   | 06   | 05   |
| Gesamt       | 12   | 12   | 12   | 12   | 12   |

## Wappen
|                          | Blasonierung: „In Rot unter erhöhtem silbernem Schrägbalken und über zwei schräg gekreuzten silbernen Hämmern ein sechsstrahliger silberner Stern.“ |
| Wappenführung seit 1980. | |

## Kultur und Sehenswürdigkeiten

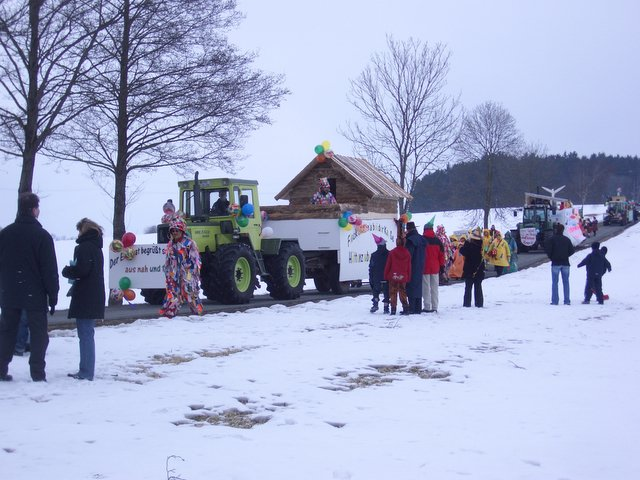
Faschingszug 2006

Die Karnevalsgesellschaft Töpen veranstaltet alle zwei Jahre einen Faschingszug von Hohendorf nach Töpen. Der in ehrenamtlicher Arbeit gestaltete Zug ist einer der bekanntesten der Region; es wurden öfters über 10.000 Besucher gezählt.

## Wirtschaft und Infrastruktur

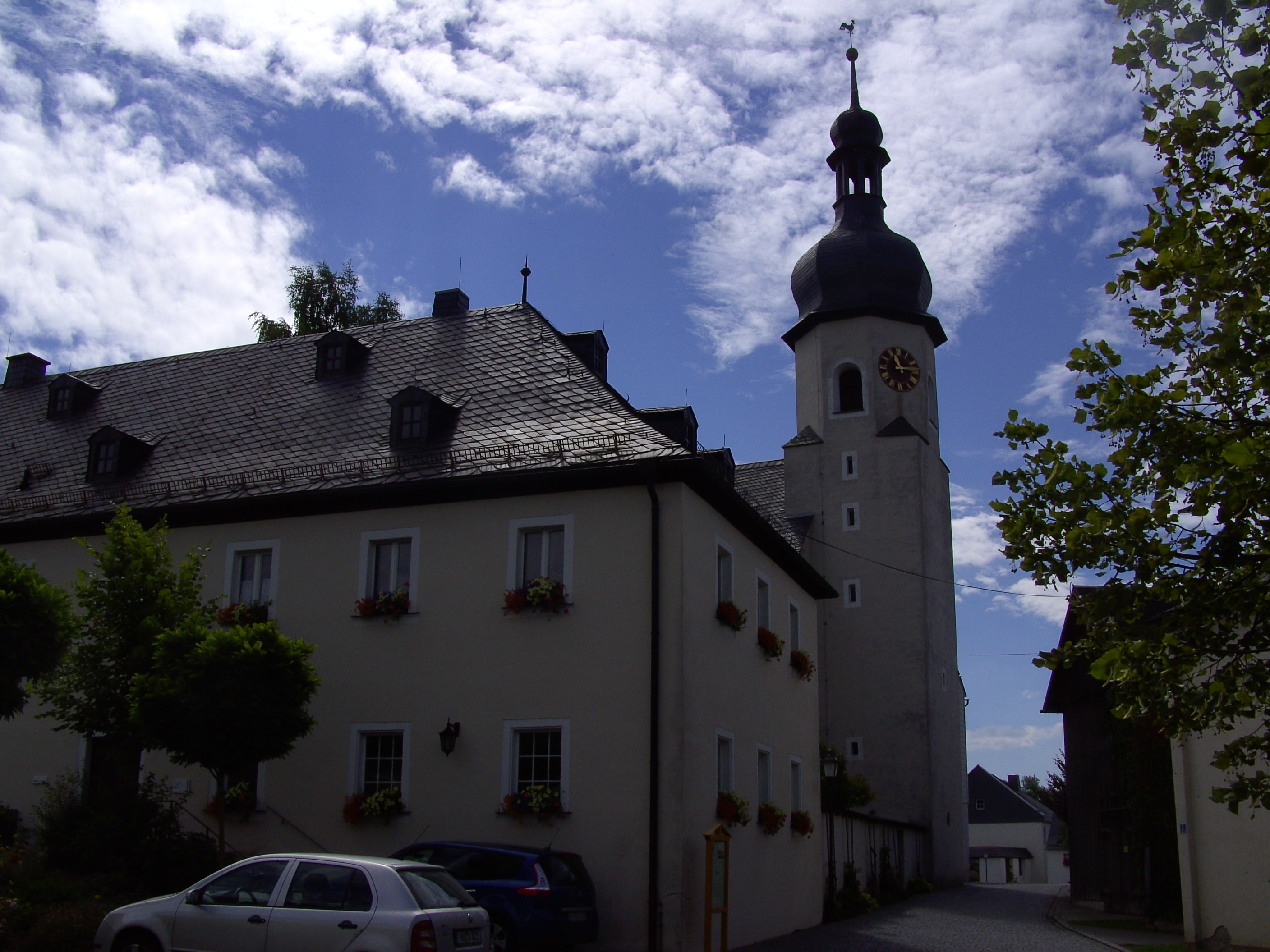
Evangelische Kirche St. Martin, im Vordergrund das Pfarrhaus

Der Ortskern mit der Kirche hat seinen dörflichen Charakter bewahrt. Seit einigen Jahren wird durch Maßnahmen der Dorferneuerung der Ortskern vollständig saniert und umgestaltet. Am Ortsrand dominieren im Gewerbegebiet die großen Lagerhallen des Lebensmittelhändlers Dennree. In der Umgebung sind mehrere Wanderwege ausgewiesen, unter anderem entlang des ehemaligen Todesstreifens und ins Tal der „Sächsischen“ Saale.

## Persönlichkeiten
Der bekannteste Bewohner Töpens war der Schriftsteller Jean Paul, der von 1786 bis 1789 als Hauslehrer der Familie Oerthel im heute noch bestehenden Unteren Schloss unterrichtete. In Des Rektors Florian Fälbels und seiner Primaner Reise nach dem Fichtelberg kommt Fälbel in Töpen vorbei.